# KNM-KP 29281
KNM-KP 29281 è il numero di repertorio di una mandibola fossilizzata di un Australopithecus anamensis, un ominide della specie Australopithecus anamensis, di cui ne rappresenta l'olotipo, vecchio di 4.1 milioni di anni, scoperto nel 1994 da Peter Nzube a Kanapoi in Kenia.

## Caratteristiche
Si tratta di una mandibola di un ominide adulto, che si stima pessasse tra 47 - 55 kg, di cui sono conservati tutti i denti. La mandibola è relativamente piccola e stretta, simile a quelle delle scimmie del Miocene. I canini hanno radici lunghe e molto robuste, e smalto molare spesso. Rispetto ai fossili di Australopithecus afarensis, la fila di denti è più diritta e parallela, caratteristica tipica delle scimmie, e con canini più grandi, con un'unica cuspide, invece delle due dell' Au. afarensis. Nel complesso, questa mandibola appare primitiva rispetto agli australopitechi successivi.